# Secolul al XXXII-lea î.Hr.
(Secolul al XXXIV-lea î.Hr. - Secolul al XXXIII-lea î.Hr. - Secolul al XXXII-lea î.Hr. - Secolul al XXXI-lea î.Hr. - Secolul al XXX-lea î.Hr. - Secolul al XXIX-lea î.Hr. - alte secole)

## Decenii
| Anii 3190 î.Hr. | Anii 3180 î.Hr. | Anii 3170 î.Hr. | Anii 3160 î.Hr. | Anii 3150 î.Hr. | Anii 3140 î.Hr. | Anii 3130 î.Hr. | Anii 3120 î.Hr. | Anii 3110 î.Hr. | Anii 3100 î.Hr. |